# Aaron Zuckerman
Aaron Zuckerman es un productor y compositor estadounidense. Ha producido y escrito canciones para artistas como Liam Payne, Machine Gun Kelly (MGK), Bbno$, DNCE, Lil Wayne, Bebe Rexha, Wiz Khalifa, Willie Jones, Rico Nasty y Cheat Codes.

## Biografía
Zuckerman comenzó su carrera en Los Ángeles. Zuckerman, un productor con discos de platino, ha trabajado con una amplia gama de artistas, entre ellos Liam Payne, LANY, Machine Gun Kelly (MGK), Hunter Hayes, Travis Barker, Bbno$, DNCE, Walk The Moon, Quinn XCII, Leah Kate, Wiz Khalifa, Willie Jones, Rico Nasty y Cheat Codes, entre otros. Su trabajo como compositor incluye "Devil Doesn't Bargain" de Alec Benjamin, que logró la certificación de disco de oro en los Estados Unidos. Billboard atribuye a Zuckerman el mérito de ser la mente detrás de canciones como "Dreams" de Lil Wayne, "2 Souls On Fire" de Bebe Rexha con Quavo y "White Claw" de Yung Gravy y Shania Twain.
En julio de 2024, Zuckerman firmó con la compañía musical Reservoir Media.

## Discografía
| Título                      | Año  | Artista(s)                              | Álbum                 |
| --------------------------- | ---- | --------------------------------------- | --------------------- |
| "Unsweet"                   | 2016 | DNCE                                    | DNCE                  |
| "The Fall"                  | 2016 | Bryce Vine                              | -                     |
| "Glamorama"                 | 2016 | Bryce Vine                              | Night Circus          |
| "playboy shit"              | 2017 | Blackbear, Lil Aaron                    | Cybersex              |
| "Streets of Gold"           | 2017 | Isaiah Firebrace                        | -                     |
| "Something Dangerous"       | 2017 | Hoodie Allen                            | The Hype              |
| "Don't Let Me Know"         | 2017 | Cyrus Villanueva                        | -                     |
| "Black"                     | 2017 | Eric Nally                              | -                     |
| "2 Souls On Fire"           | 2018 | Bebe Rexha, Quavo                       | Expectations          |
| "Taking Me Back"            | 2018 | LANY                                    | Malibu Nights         |
| "Let Me Down Slowly"        | 2018 | Alec Benjamin                           | Narrated for You      |
| "Middle Finger"             | 2018 | Phoebe Ryan, Quinn XCII                 | -                     |
| "Phantom"                   | 2018 | Nightly                                 | -                     |
| "Headstone"                 | 2018 | Lit                                     | These Are The Days    |
| "Rock$tar Famou$"           | 2018 | Lil Aaron, Rico Nasty                   | Rock$tar Famou$       |
| "Classic and Perfect"       | 2019 | Bryce Vine                              | Carnival              |
| "Love Me Hate Me"           | 2019 | Bryce Vine                              | Carnival              |
| "Factory Love"              | 2019 | Bryce Vine                              | Carnival              |
| "Weekend"                   | 2019 | Liam Payne                              | LP1                   |
| "Brain"                     | 2019 | Drax Project                            | Drax Project          |
| "Mistakes"                  | 2020 | Jonas Blue                              | EST. 1999             |
| "Stay Away"                 | 2020 | Mod Sun, Machine Gun Kelly, Goody Grace | -                     |
| "Dreams"                    | 2020 | Lil Wayne                               | Funeral               |
| "Life Goes On"              | 2020 | Bryce Vine                              | -                     |
| "Kinda Like It Now"         | 2020 | Mod Sun                                 | -                     |
| "It Falls Apart"            | 2020 | Bryce Vine                              | Problems              |
| "Henny"                     | 2020 | Phoebe Ryan                             | How It Used to Feel   |
| "Call Me Stupid"            | 2021 | Brynn Elliott                           | Can I Be Real?        |
| "Stay"                      | 2021 | Cheat Codes, Bryce Vine                 | HELLRAISERS, Part 1   |
| "Win Anyway"                | 2021 | WALK THE MOON                           | -                     |
| "Down"                      | 2021 | Mod Sun, Travis Barker                  | -                     |
| "Blame It On Me"            | 2021 | Bryce Vine                              | -                     |
| "Care At All"               | 2021 | Bryce Vine                              | -                     |
| "Day & Night"               | 2021 | TCTS                                    | -                     |
| "American Dream"            | 2022 | Bryce Vine                              | -                     |
| "Nuance"                    | 2022 | Alec Benjamin                           | (Un)Commentary        |
| "Devil Doesn't Bargain"     | 2022 | Alec Benjamin                           | (Un)Commentary        |
| "Speakers"                  | 2022 | Alec Benjamin                           | (Un)Commentary        |
| "The Way You Felt"          | 2022 | Alec Benjamin                           | (Un)Commentary        |
| "Butterflies"               | 2022 | RØNIN                                   | -                     |
| "Goodness Gracious"         | 2023 | Baby Gravy, Yung Gravy, bbno$           | Baby Gravy 3          |
| "Lil Vibe"                  | 2023 | Willie Jones                            | Something To Dance To |
| "Sober"                     | 2023 | Hunter Hayes                            | Red Sky               |
| "Gold Rush"                 | 2023 | Bryce Vine                              | -                     |
| "Atmosphere"                | 2023 | Drax Project                            | Upside                |
| "What Did I Do?"            | 2023 | Hayd                                    | Sad Songs 2023        |
| "I Went to Jail in Georgia" | 2024 | Yung Gravy                              | Serving Country       |
| "White Claw"                | 2024 | Yung Gravy, Shania Twain                | Serving Country       |
| "Cop A Truck"               | 2024 | Yung Gravy, Brantley Gilbert            | Serving Country       |
| "Whoa Nelly"                | 2024 | Yung Gravy, Juicy J                     | Serving Country       |
| "Soundcloud Cowboy"         | 2024 | Yung Gravy                              | Serving Country       |
| "IT'S ALL GOOD"             | 2024 | Niko Moon, Michael Franti & Spearhead   | THESE ARE THE DAYS    |
| "try for you"               | 2024 | lovelytheband                           | lovelytheband         |
| "Write One"                 | 2024 | Karley Scott Collins, Keith Urban       | Write One             |